# Sergio Marcon
Sergio Marcon (Cormons, 9 novembre 1970) è un allenatore di calcio ed ex calciatore italiano, di ruolo portiere, preparatore dei portieri dell'Udinese.

## Carriera

### Giocatore
Cresciuto nella Cormonese, nel 1986 entra nel settore giovanile della Sampdoria, e siede in panchina nella finale di Coppa delle Coppe persa dai blucerchiati contro il Barcellona. Il debutto nel professionismo avviene nel Teramo, in Serie C2, e nella stagione 1991-1992 passa alla Fidelis Andria, dove rimane per due stagioni come rincalzo conquistando la promozione in Serie B. Nel 1993 si trasferisce al Siracusa, dove gioca da titolare conquistando la salvezza nel campionato di Serie C1 1993-1994, per poi fare ritorno all'Andria, che nell'autunno 1994 lo gira all'Udinese. In Friuli, come riserva di Graziano Battistini, ottiene la promozione in Serie A; a fine stagione, tuttavia, rientra ad Andria dove ritrova il posto da titolare nel campionato 1995-1996 che vede la retrocessione dei pugliesi in Serie C1.
Nel 1996 lascia definitivamente la Puglia per passare al Piacenza, come riserva di Massimo Taibi. Esordisce in Serie A il 15 maggio 1997, sul campo della Juventus, unica sua presenza stagionale. Riconfermato anche per la stagione successiva, è inizialmente in ballottaggio con Matteo Sereni per il posto da titolare; l'allenatore Vincenzo Guerini sceglierà quest'ultimo, e Marcon disputa un nuovo campionato da rincalzo. Nella stagione 1998-1999 è il vice di Valerio Fiori, subentrandogli per diverse giornate a causa di alcune incertezze del titolare.
Nel 1999 viene ceduto al ChievoVerona, dopo aver totalizzato con gli emiliani 10 presenze e 14 reti subite. Con i veronesi conquista la prima promozione nella massima serie al termine del campionato 2000-2001, segnalandosi come abile pararigori. Tuttavia non segue la formazione clivense in Serie A, e si trasferisce alla Ternana, di nuovo in Serie B, dove milita per un biennio. In scadenza di contratto con gli umbri, passa all'Ancona, neopromosso nel campionato di Serie A 2003-2004: preso come riserva di Alessio Scarpi e Magnus Hedman, riesce a ritagliarsi spazio disputando 18 partite di campionato. Con i dorici retrocede in Serie B, e nel 2004, dopo il fallimento dell'Ancona, fa ritorno al Chievo: nella formazione gialloblu vince il ballottaggio per il ruolo di riserva di Luca Marchegiani con Julio Cesar, collezionando due presenze.
Nella stagione 2005-2006 gioca nel Vicenza, dove fa da vice a Giorgio Sterchele disputando 9 partite. Chiude la carriera militando per quattro stagioni in quarta serie: dapprima con la maglia del Portogruaro, dal 2006 al 2008, con cui conquista la promozione in Serie C1), e in seguito con l'Unione Sportiva Itala San Marco, in Lega Pro Seconda Divisione.

### Allenatore
In seguito alla mancata iscrizione dell'Itala San Marco al campionato, nel 2010 conclude la carriera di calciatore ed entra nello staff tecnico della Cormonese come preparatore dei portieri; a partire dall'anno successivo, ricopre lo stesso incarico nelle giovanili dell'Udinese.
Dal 2013 dopo aver allenato Giovanissimi e Allievi passa in Primavera e dal 2017 viene promosso in Prima Squadra.